# Hill Reihs-Gromes
Hildegarde « Hill » Reihs-Gromes (née le 11 août 1910 à Cracovie, morte le 30 octobre 1987 à Vienne) est une costumière autrichienne.

## Biographie
Hildegarde Gromes reçoit une formation artistique auprès de Bertold Löffler et d'Alfred Roller à l'université des arts appliqués de Vienne. Elle fait ses premiers pas professionnels en tant qu'assistante d'Alfred Kunz. En 1942, elle est placée aux côtés du collègue expérimenté Albert Bei pour concevoir les costumes de nombreux films de divertissement pour la Wien-Film contrôlée par l'État, dont plusieurs de Gustav Ucicky. Après la Seconde Guerre mondiale, Hilde Reihs-Gromes travaille avec le fils d'Albert Bei, Leo Bei et continue pour des films de divertissement.
Au début des années 1960, la créatrice déplace de plus en plus son travail du cinéma vers la scène et la télévision. Pour ce dernier médium, elle conçoit principalement des costumes d'adaptations littéraires ambitieuses et d'adaptations scéniques. Sa dernière production télévisée est une adaptation de La Forêt d'Alexandre Ostrovski.
Elle travaille dans les lieux viennois les plus importants : le Burgtheater, le Theater in der Josefstadt, l'Opéra populaire, le Theater an der Wien, l'Akademietheater et le Wiener Staatsoper. Elle participe également à des productions d'opéra au Festival de Salzbourg. Pendant ce temps, elle travaille occasionnellement pour le cinéma. Hill Reihs-Gromes travaille dans les autres théâtres germanophones (par exemple sur les scènes de Munich, Zurich, Hambourg, Stuttgart et Francfort-sur-le-Main).
Hill Reihs-Gromes est également illustratrice de livres.
Hilde Reihs-Gromes est l'épouse du peintre et architecte viennois Otto Reihs (1909–1993). L'artiste est enterrée sous le nom d'Hildegarde Reihs au cimetière de Baumgarten à Vienne le 12 novembre 1987.

## Filmographie
- 1942 : Späte Liebe
- 1943 : Die kluge Marianne
- 1944 : Schrammeln (de)
- 1944 : Das Herz muß schweigen
- 1944 : Der gebieterische Ruf
- 1947 : Am Ende der Welt
- 1948 : Der Engel mit der Posaune
- 1950 : Das Kind der Donau (de)
- 1950 : Erzherzog Johanns große Liebe (de)
- 1951 : Frühling auf dem Eis
- 1951 : La Guerre des valses
- 1951 : Das Herz einer Frau
- 1952 : Verlorene Melodie
- 1953 : Die Regimentstochter (de)
- 1953 : Eine Nacht in Venedig (de)
- 1953 : Franz Schubert (de)
- 1954 : Der Komödiant von Wien (de)
- 1955 : Don Juan (de)
- 1955 : Gasparone
- 1955 : La Patronne de la Couronne d'or (de)
- 1957 : Skandal in Ischl (de)
- 1958 : Im Prater blüh'n wieder die Bäume
- 1958 : Sebastian Kneipp (de)
- 1959 : Meine Tochter Patricia (de)
- 1960 : Maître Puntila et son valet Matti
- 1961 : Höllenangst (TV)
- 1962 : Schlagerrevue 1962 (de)
- 1962 : Der Unschuldige (TV)
- 1962 : Die verhängnisvolle Faschingsnacht (TV)
- 1963 : Leocadia (TV)
- 1963 : Dantons Tod (TV)
- 1963 : Die Möwe (TV)
- 1964 : Tausend Worte Französisch (TV)
- 1964 : Wetterleuchten (TV)
- 1964 : König Cymbelin (TV)
- 1964 : Die Zauberflöte (TV)
- 1964 : Eine Frau ohne Bedeutung (TV)
- 1965 : Geisterkomödie (TV)
- 1966 : Le congrès s'amuse
- 1966 : Ollapotrida (TV)
- 1967 : Der Kaufmann von Venedig (TV)
- 1969 : Stellenangebote weiblich (TV)
- 1969 : Die Sommerfrische (TV)
- 1969 : Traumnovelle (TV)
- 1969 : Zeitvertreib (TV)
- 1969 : Das weite Land (TV)
- 1970 : Herzliches Beileid (TV)
- 1970 : Herr im Haus bin ich (TV)
- 1970 : Wie es euch gefällt (TV)
- 1974 : Einen Jux will er sich machen (TV)
- 1975 : Komtesse Mizzi (TV)
- 1977 : Abschiede - Drei Szenen aus Wien um 1900 (TV)
- 1979 : Der Wald (TV)
- 1979 : Berggasse 19 (TV)
- 1982 : Goethe's Hermann und Dorothea